# Friedrich Herzfeld
Friedrich Karl Herzfeld (auch Fritz Herzfeld; * 17. Juni 1897 in Dresden; † 19. September 1967 in Garmisch-Partenkirchen) war ein deutscher Kapellmeister, Musikschriftsteller und Musikkritiker.

## Leben und Wirken
Friedrich Herzfeld war ein Sohn des Arztes Walther Herzfeld  (1864–1923) und von Katharina Herrmann (1874–1952). Er war Kapellmeister in Aachen, Dresden und Freiburg im Breisgau und war vor allem als Dirigent von Werken von Wolfgang Amadeus Mozart bekannt.
Ab 1931 lebte er in Berlin. Zum 1. Mai 1933 trat er der NSDAP bei (Mitgliedsnummer 2.304.339), schied aber wegen eines jüdischen Großelternteils 1934 aus. Von 1939 bis 1942 war er Chefredakteur der Allgemeinen Musikzeitung und von 1940 bis 1943 Pressechef der Berliner Philharmoniker. Er verfasste Bücher über Musik und Musiker und schrieb Rezensionen für Musikzeitschriften. Sein bekanntestes Werk ist das Ullstein-Lexikon der Musik, das erstmals 1957 als Lexikon der Musik erschien und seitdem unter verschiedenen Titeln in mehreren Neuauflagen und Neubearbeitungen verlegt wurde.
Die Tänzerin und Choreografin Konstanze Vernon war die Tochter von Friedrich Herzfeld. Der Historiker Hans Herzfeld war sein Cousin.
Friedrich Herzfeld starb im September 1967 im Alter von 70 Jahren in Garmisch-Partenkirchen.

## Schriften
- Minna Planer und ihre Ehe mit Richard Wagner. Goldmann, Leipzig 1938.
- Königsfreundschaft. Ludwig II. und Richard Wagner. Goldmann, Leipzig [1940]. Neuauflage 1941.
- Wilhelm Furtwängler. Weg und Wesen. Goldmann, Leipzig 1941. 2. Auflage 1942. Neuauflage: Goldmann, München 1950.
- Adagio und Scherzo. Kleine Geschichten um große Meister. Frick, Wien 1941.
- Dreiklang. Haydn – Mozart – Beethoven. Minerva, Berlin 1946.
- Allgemeine Musiklehre. Volk und Wissen, Berlin/Leipzig 1949.
- Du und die Musik. Eine Einführung für alle Musikfreunde. Druckhaus Tempelhof, Berlin 1951. Neuauflage: Ullstein, Berlin 1956. Neubearbeitung 1967.
  - Spanisch: Tú y la música. Labor, Barcelona [1957].
  - Lizenzausgabe: VMA, Wiesbaden 1981.
- Der Meister Tön’ und Weisen. Druckhaus Tempelhof, Berlin 1951. Neuauflage: Ullstein, Berlin 1956.
  - Niederländisch: Grootmeesters der muziek. Opdebeek, Antwerpen 1957.
- Ludwig van Beethoven. Süssenguth, Berlin 1952.
- Magie des Taktstocks. Ullstein, Berlin 1953. Neuauflage 1954. Neubearbeitung 1959.
  - Dänisch: Taktstokkens magi. Skandinavisk, Odense [1954]. Neuauflage 1963.
  - Spanisch: La magia de la batuta. Labor, Barcelona [1958].
  - Schweizer Ausgabe: Ex Libris, Zürich 1964.
  - Lizenzausgabe: Deutsche Buch-Gemeinschaft, Berlin 1964.
- Unsere Musikinstrumente. Schneekluth, Darmstadt 1954.
- Musica nova. Die Tonwelt unseres Jahrhunderts. Ullstein, Berlin 1954. Neuauflage 1955. Neubearbeitung 1959.
  - Niederländisch: Musica nova. Spiegel der hedendaagse muziek. Ruys, Bussum [1956].
  - Spanisch: La música del siglo XX. Labor, Barcelona 1964.
  - Tschechisch: Musica nova. Mladá Fronta, Prag 1966.
- Lexikon der Musik. Ullstein, Berlin 1957. Neubearbeitung um 1970 (später Ullstein Musiklexikon bzw. Ullstein-Lexikon der Musik).
- Dietrich Fischer-Dieskau. Rembrandt, Berlin [1958].
- Maria Meneghini-Callas oder Die grosse Primadonna. Rembrandt, Berlin 1959. 2. Auflage unter dem Titel Maria Callas oder Die Primadonna. 1962.
- Kleine Musikgeschichte für die Jugend. Weiss, Berlin-Schöneberg [1959]. Neuauflage [1979], ISBN 3-8036-0138-X. Neubearbeitung: Zimmermann, Frankfurt am Main um 1984, ISBN 3-921729-21-1.
  - Japanisch: Watashitachi no ongakushi. Hakusui-sha, Tokio 1964.
  - Litauisch: Mažoji muzikos istorija. Vaga, Vilnius 1974.
- Herbert von Karajan. Rembrandt, Berlin 1959. 2. Auflage 1962.
  - Tschechisch: Herbert von Karajan. Suprahon, Prag/Bratislava 1968.
- Alles über Musik. Schott, Mainz 1959.
- Harfenton und Paukenschlag. Geschichten zur Musikgeschichte. Ullstein, Berlin 1960.
- Du und Musik. Deutscher Bücherbund, Düsseldorf [1960].
- Die Berliner Philharmoniker. Rembrandt, Berlin 1960.
- Das neue Bayreuth. Rembrandt, Berlin 1960.
- Magie der Stimme. Ullstein, Berlin 1961.
- Igor Strawinsky. Rembrandt, Berlin-Zehlendorf 1961.
- Schallplattenführer für Opernfreunde. Ullstein, Frankfurt am Main 1962.
- Rudolf Schock. Rembrandt, Berlin-Zehlendorf 1962.
- Elly Ney. Kister, Genf 1962.
- (Hrsg.): Ferenc Fricsay. Ein Gedenkbuch. Rembrandt, Berlin 1964.
- Ullstein Musiklexikon. Ullstein, Berlin 1965 (Neuausgabe von Lexikon der Musik).
  - Lizenzausgabe: DBG-Musiklexikon. Deutsche Buch-Gemeinschaft, Berlin/Darmstadt/Wien 1965.
- Magie der Oper. Ullstein, Frankfurt am Main 1970.
- Ullstein-Lexikon der Musik. Ullstein, Frankfurt am Main 1971 (früher Ullstein Musiklexikon bzw. Lexikon der Musik). Neuauflagen 1973, 1974, 1976, ISBN 3-550-06012-2.
  - Lizenzausgabe: Das Lexikon der Musik. Deutscher Bücherbund, Stuttgart/Hamburg/München 1976.
- Das Lexikon der Musik. Ullstein, Frankfurt am Main/Berlin/Wien 1979 (früher Ullstein-Lexikon der Musik).
- Das neue Ullstein-Lexikon der Musik. Ullstein, Frankfurt am Main 1989. Aktualisierte Ausgabe: 1993, ISBN 3-550-06523-X.